# Чех Віталій Ростиславович
Віталій Ростиславович Чех нар. 8 березня 1983, Здолбунів) — український футболіст, що грав на позиції півзахисника. Відомий за виступами в українських футбольних клубах різних ліг, найбільше відомий за виступами у складі сімферопольської «Таврії» у вищій українській лізі.

## Кар'єра футболіста
Віталій Чех народився у Здолбунові, та розпочав займатися футболом у рівненській ДЮСШ. Виступи на футбольних полях розпочав у 1998 році в аматорській команді «Металіст» зі свого рідного міста. За ініціативою Михайла Сачка, який на той час був головним тренером сімферопольського «Динамо», на початку 2002 року разом ще з кількома молодими футболістами із Західної України Чех дебютував у сімферопольському клубі другої ліги «Динамо». У цій команді Віталій Чех швидко став одним із основних футболістів, і у сезоні 2003—2004 років він стає переможцем групового турніру другої ліги, та отримує путівку до першої ліги. У цьому ж сезоні Чех зіграв ще 1 матч у вищій лізі у складі сімферопольської «Таврії», оскільки «Динамо-ІгроСервіс» було на той час фарм-клубом клубу вищої ліги. На початку 2006 року футболіст стає гравцем команди другої ліги «Олком» з Мелітополя, проте вже на початку 2007 року стає гравцем іншого клубу другої ліги «Олімпік» з Донецька. У складі донецької команди Чех зіграв 120 матчів у другій лізі, а в сезоні 2010—2011 років разом із командою став переможцем групового турніру р другій лізі, що принесло команді путівку до першої ліги. До кінця сезону 2011—2012 футболіст грав у складі «Олімпіка» в першій лізі, після чого провів сезон у аматорській команді «Орлайн» з Донецька, після чого Віталій Чех завершив виступи на футбольних полях.